# Mycophila indica
Mycophila indica är en tvåvingeart som beskrevs av Nayar 1949. Mycophila indica ingår i släktet Mycophila och familjen gallmyggor. Inga underarter finns listade i Catalogue of Life.